# Büyük Menderes
 For alternative betydninger, se Mæander (flertydig). (Se også artikler, som begynder med Mæander)
Büyük Menderes (dansk: Den store Mæander) er en flod i det sydvestlige Tyrkiet. Menderes udspringer i den vestlige del af det centrale Tyrkiet nær Dinar før den flyder mod vest gennem Büyük Menderes-graven indtil den udmunder i det Ægæiske Hav i nærheden af den gamle Ioniske by Milet.

## Navn
I oldtidshistorisk sammenhæng omtales floden Den store Mæander, græsk Μαίανδρος, Maíandros. Den har været navngivet i hvert fald siden antikken.
Ordet mæander er afledt fra græsk Maíandros - og mæander er et vandløbs slyngning.